# Lách tách đầu nâu
Lách tách đầu nâu hay Lách tách tối màu, tên khoa học Schoeniparus brunneus, là một loài chim trong họ Leiothrichidae. Chúng được Gould phân loại vào năm 1863.